# Abastecimento aéreo
O Abastecimento Aéreo é um tipo de transporte aéreo militar, desenvolvido durante a Segunda Guerra Mundial, para reabastecer tropas ou civis, inacessíveis de outra forma.

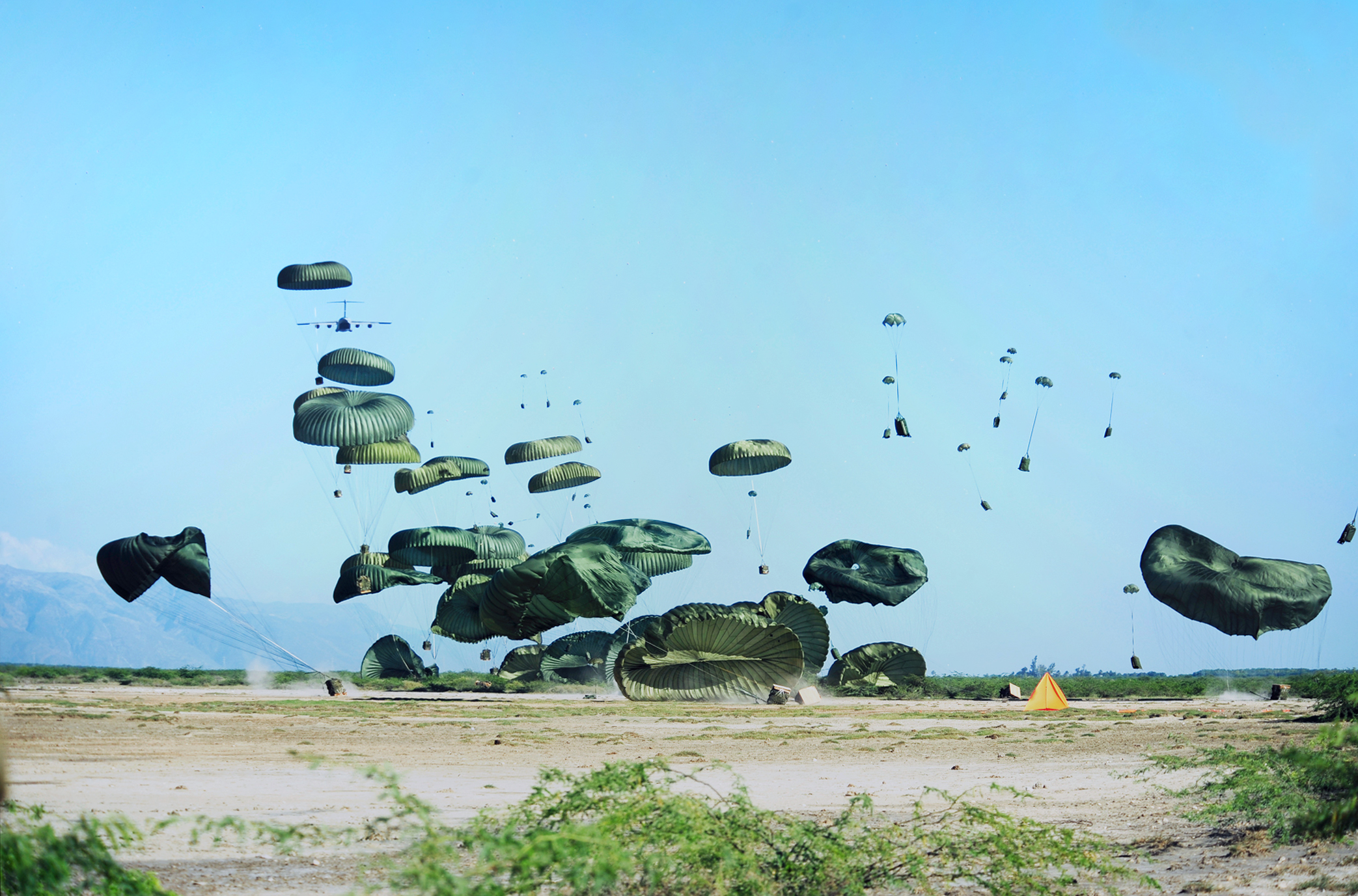
Um avião de transporte militar C-17 larga uma carga de ajuda humanitária, depois do terremoto de 2010 no Haiti

## História
Os primeiros lançamentos de cargas foram realizados largando ou empurrando pacotes almofadados para fora das aeronaves. Mais tarde, pequenos caixotes com paraquedas foram largados pelas portas laterais.
Posteriormente, aeronaves de carga foram projetadas com rampas de acesso traseiro, que permitiam a sua abertura em voo.
À medida que foram sendo desenvolvidas aeronaves com maiores dimensões, a Força Aérea e Exército dos EUA desenvolveram a técnica de extração de baixo nível, permitindo a entrega de tanques e outras cargas de grande porte, tais como o M551 Sheridan ou o BMD-3.
Historicamente, os bombardeiros eram por vezes utilizados para largar mantimentos, largando cargas especiais que eram compatíveis com o sistema de fixação de bombas da aeronave. Durante a Segunda Guerra Mundial, bombardeiros alemães lançaram contentores chamados Versorgungsbomben (bombas de abastecimento) para fornecer as tropas no solo. O equivalente britânico era o CLE Canister, que podia transportar até 270 kg de mantimentos ou armas. Bombardeiros britânicos e americanos lançaram armas para o Exército Nacional da Polônia durante a Revolta de Varsóvia, em 1944. Os Aliados também utilizaram bombardeiros para largar mantimentos na Holanda, para ajudar a alimentar civis que estavam em perigo de fome, em 1944 .
Nas operações de manutenção da paz ou em situações de ajuda humanitária, são frequentemente lançadas cargas de alimentos ou medicamentos, por forças ao serviço das Nações Unidas.

## Tipos

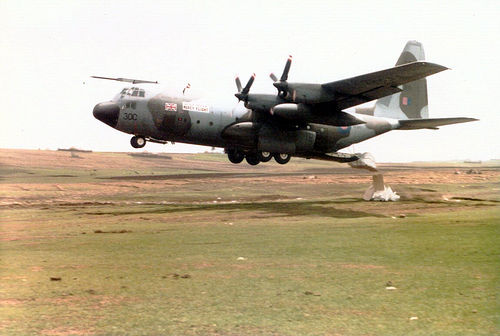
Pacotes Freedrop sendo retirados de um RAF C-130 Hercules

O tipo de lançamento aéreo refere-se à maneira como a carga desce para o chão. Existem vários tipos de largada, e cada tipo pode ser realizado de várias formas:
- O Lançamento de velocidade reduzida é a entrega de uma carga utilizando paraquedas projetados para desacelerar a carga o máximo possível, para garantir que esta atinja o solo com o mínimo de velocidade. Este tipo de lançamento é utilizado em equipamentos frágeis e objetos maiores, como veículos.
- O Lançamento de alta velocidade é a entrega de uma carga utilizando um paraquedas destinado a estabilizar a sua queda. O paraquedas desacelera a carga de certa forma, mas não o suficiente para ser considerado um lançamento de velocidade reduzida, uma vez que estes lançamentos são utilizados para cargas resistentes, tais como rações de combate. O LAPES (Low Altitude Parachute Extraction SystemEN - Sistema de Extração de Paraquedas de Baixa Altitude) é uma variação do Lançamento de alta velocidade, no qual a aeronave realiza quase um touch and go (sem tocar no chão) e larga a carga a uma altitude extremamente baixa.
- O Lançamento em Queda-Livre é um lançamento aéreo sem paraquedas. Um exemplo comum deste tipo de lançamento aéreo é a largada de folhetos de propaganda, utilizados em guerra psicológica .

## Métodos
O método de abastecimento aéreo refere-se à maneira como a carga sai da aeronave. Atualmente, existem três métodos principais de abastecimento aéreo utilizados em operações militares:
- Os lançamentos de extração automática usam um paraquedas de extração para puxar a carga para fora da aeronave. Neste método, um paraquedas de extração é instalado na parte traseira da aeronave, que puxa a carga para fora, e um sistema de paraquedas diferente (instalado na carga) é acionado automaticamente, para reduzir a velocidade da mesma. Este método de lançamento é geralmente utilizado em lançamentos de velocidade reduzida, com raras exceções (por exemplo, sistema de extração de paraquedas de baixa altitude).
- Lançamentos de extração manual, nos quais a carga é empurrada fisicamente por uma equipa especialmente treinada, de até quatro pessoas.
- Os lançamentos por gravidade utilizam a própria gravidade, o que faz com que a carga deslize para fora do avião, como um trenó a descer uma colina. O uso mais comum deste método de lançamento é com pacotes CDS (Container Delivery System).
- Door Bundle (pacotes à porta). Este é o método mais simples de lançamento. No Door Bundle, o Loadmaster simplesmente empurra a carga para fora do avião, no momento apropriado.

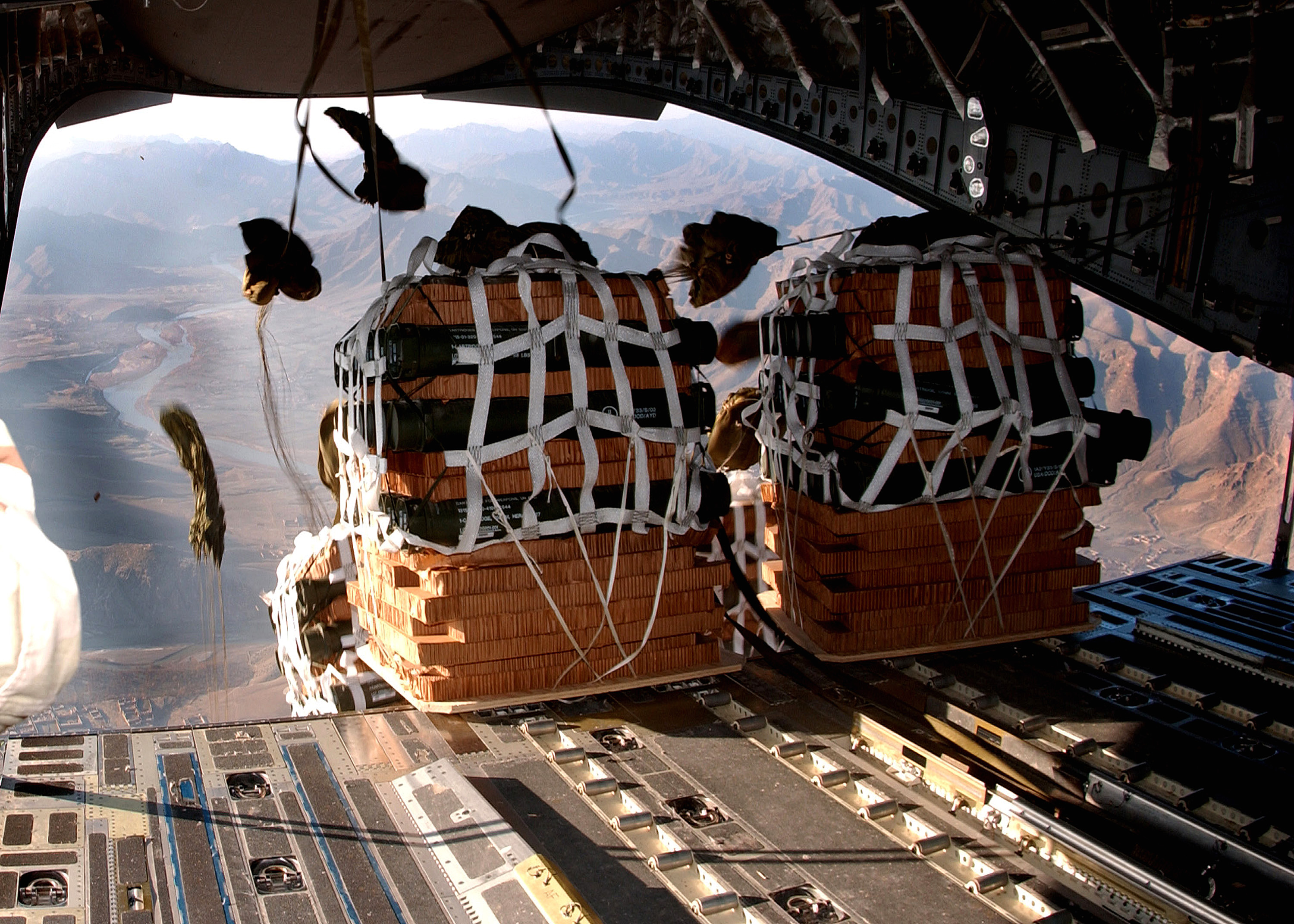
Lançamento por Gravidade de pacotes CDS, a partir de um C-17 .
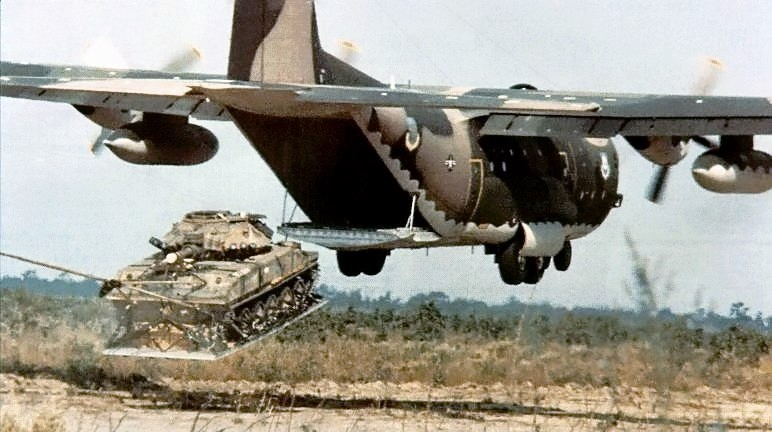
Lançamento por extração de um carro de combate.
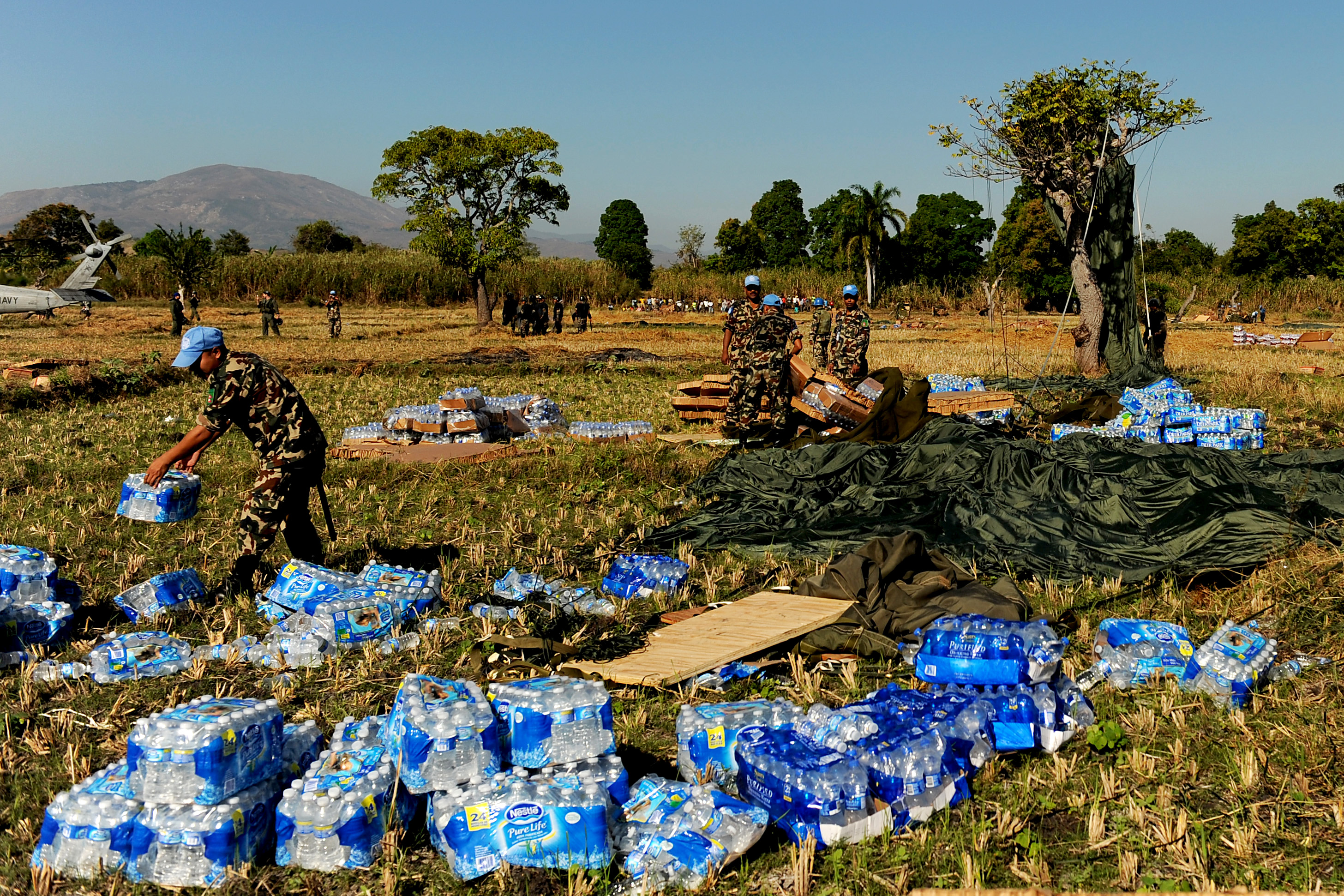
Várias cargas humanitárias são recuperadas no Haiti, (2010).
- Vídeo de um lançamento aéreo de veículos pesados e paraquedistas, a partir de um Boeing C-17 Globemaster III.
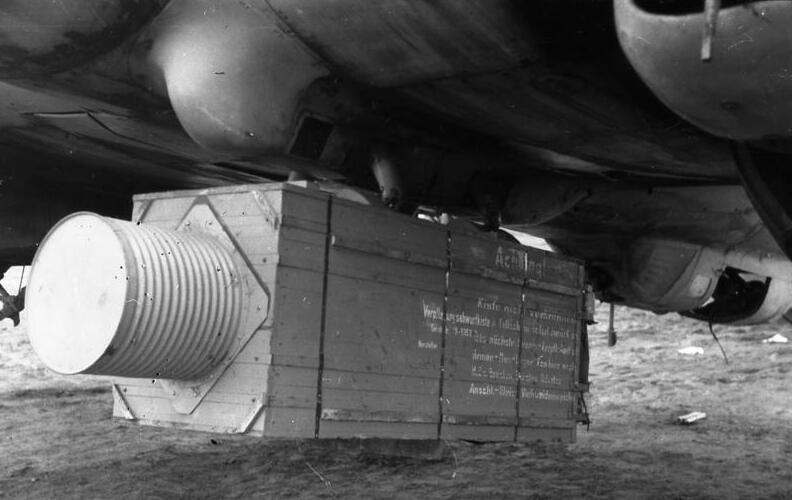
Carga de mantimentos montada sob um bombardeiro alemão He 111, 1944.

## Portugal

Logótipo da Companhia de Abastecimento Aéreo

Em Portugal, a missão de Abastecimento Aéreo é assumida pelos paraquedistas da Companhia de Abastecimento Aéreo (CAA), uma das forças que integram o Batalhão Operacional Aeroterrestre (BOAT), dependente da Brigada de Reação Rápida (Exército Português). A missão desta força, aquartelada no Regimento de Paraquedistas, é levada a cabo graças a uma estreita ligação com as esquadras de transporte aéreo da Força Aérea Portuguesa, uma vez que o Exército não dispõe de meios aéreos.
Em 2015, esta Companhia participou na missão de ajuda humanitária no Mali MINUSMA, sob a alçada da Organização das Nações Unidas.